# FS E.464機関車
FS E.464はトレニタリアの電気機関車である。1990年代に近郊用の軽量客車を牽引する目的で開発された。1940年代から50年代に導入された旧式のE424、E646を更新する。
原型はABB Trazione（後のアドトランツ、現ボンバルディアグループの一部門）がイタリアのヴァード・リーグレ工場で生産したものである。
1台あたり230万ユーロである。388両が運用されている。イタリア最大の機関車である。

## 歴史
E464形は1980年代に計画が始まり、車輪配置4軸（Bo-Bo, E453形・E454形）と6軸（Bo-Bo-Bo, E665形・E666形）が計画された。強力な貨物用のE652形の導入に伴いE666形は中止された。
1994年、FSはABBに新型の設計を依頼した。より経費削減できる様に既存のE412形の部品を活用した。E464形は成績が良かったので90両、100両、48両と相次いで発注された。 

## 技術
E464はイタリア初の自動連結器を装備した機関車である。従来はリンク/バッファーを使用していた。車体の側板は鋼とアルミ製で白と緑の塗り分けがされている。
機関車はゲートターンオフサイリスタ(GTO)による可変電圧可変周波数(VVVF)インバータで4基の三相交流誘導電動機を制御する。誘導電動機のコイルはデルタ結線である。
回生ブレーキを備えている。この機能は近くに力行している車両がある場合で架線電圧が4000ボルト未満の場合に限られる。